# Johan Cederholm
Johan Cederholm, född 26 februari 1749 i Ovansjö socken, död 25 april 1816 i Mjölby socken, var en svensk präst i Mjölby församling.

## Biografi
Johan Cederholm föddes 26 februari 1749 i Ovansjö socken. Han var son till bergsmannen Johan Andersson och Christina Persdotter. Cederholm blev 1768 student vid Uppsala universitet och prästvigdes 27 juni 1774. Han var 1780 pastorsadjunkt i Stockholm och 1781 bataljonspredikant vid Uppsala regemente. Cederholm blev 20 december 1782 regementspastor vid samma regemente. Han blev 2 maj 1788 kyrkoherde i Mjölby församling och tillträdde 1790. Vid prästmötet 1797 var han predikant. Han blev 16 september 1797 prost. Cederholm avled 25 april 1816 i Mjölby socken. Det står en gravsten över honom på Mjölby gamla kyrkogård.
Cederholm gifte sig 24 juni 1783 med Margareta Eva Ljung (född 1749), dotter till kyrkoherden Carolus Erici Ljung och Maria Schütz i Helgesta socken. De fick tillsammans barnen Christina Maria Cederholm (1787–1789), Johanna Charlotta Cederholm (1789–1866)som var gift med kollegan Lars Erik Lindgren vid Skänninge trivialskola och Carolina Margareta Cederholm (1791–1798).